# Famiglia Hilda

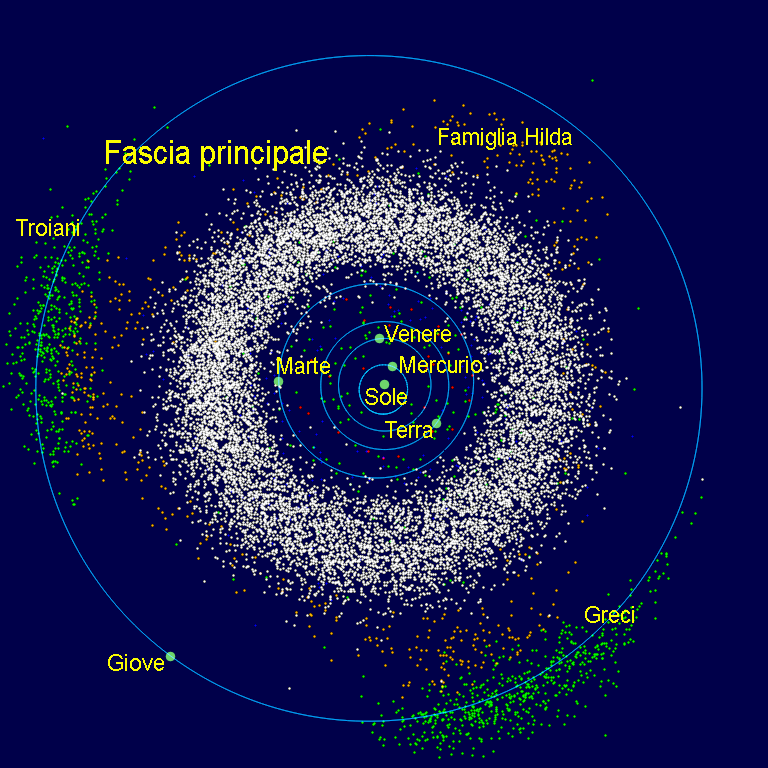
Il sistema solare interno con indicati gli asteroidi Hilda in arancione

La famiglia di asteroidi Hilda è una famiglia di asteroidi della fascia principale del sistema solare caratterizzati da semiassi maggiori compresi fra 3,7 e 4,2 UA, eccentricità orbitali minori di 0,3 e inclinazioni orbitali minori di 20°.  

In verità non si tratta di una famiglia vera e propria, poiché i corpi che la compongono non discendono da un comune oggetto progenitore; è invece un gruppo dinamico, composta da asteroidi intrappolati in un rapporto di risonanza orbitale 2:3 con il pianeta Giove.
Gli asteroidi Hilda percorrono le loro orbite in modo tale da raggiungere l'afelio in posizione diametralmente opposta a quella di Giove, oppure ad una distanza angolare di 60° dal gigante gassoso, nei punti lagrangiani L4 ed L5. Nel corso di tre orbite successive ogni asteroide Hilda tocca, in successione, questi tre punti.
La famiglia deve il suo nome all'oggetto principale che vi appartiene, l'asteroide Hilda, appunto.

## Prospetto
Segue un prospetto dei principali asteroidi appartenenti alla famiglia.
| Nome  | Nome         | Diametro medio | Semiasse maggiore | Inclinazione orbitale | Eccentricità | Scoperta |
| ----- | ------------ | -------------- | ----------------- | --------------------- | ------------ | -------- |
| 153   | Hilda        | 170,6 km       | 3,976 UA          | 7,835°                | 0,141        | 1875     |
| 190   | Ismene       | 159,0 km       | 3,982 UA          | 6,166°                | 0,166        | 1878     |
| 334   | Chicago      | 158,55 km      | 3,884 UA          | 4,643°                | 0,024        | 1892     |
| 361   | Bononia      | 142,0 km       | 3,954 UA          | 12,632°               | 0,213        | 1893     |
| 499   | Venusia      |                |                   |                       |              |          |
| 958   | Asplinda     |                |                   |                       |              |          |
| 1180  | Rita         |                |                   |                       |              |          |
| 1512  | Oulu         |                |                   |                       |              |          |
| 1529  | Oterma       |                |                   |                       |              |          |
| 1578  | Kirkwood     | 51,88          | 3,929             | 0,809°                | 0,238        | 1951     |
| 4196  | Shuya        | 36,7           | 3,902             | 1,5°                  | 0,045        | 1982     |
| 5439  | Couturier    | 22,1           | 3,949             | 1,233°                | 0,157        | 1990     |
| 6984  | Lewiscarroll | 48,1           | 3,978             | 16,79°                | 0,189        | 1994     |
| 14845 | Hegel        | 13,9           | 3,952             | 4,899°                | 0,238        | 1988     |
| 65821 | De Curtis    |                |                   |                       |              |          |
| 73769 | Delphi       |                |                   |                       |              |          |
| 96086 | Toscanos     |                |                   |                       |              |          |